# 六十正理論
《六十正理論》（梵文： Yuktiṣaṣṭikā  ，藏文：Rigs pa drug cu pa རིགས་པ་དྲུག་ཅུ་པ།），又名《六十如理論》、《六十頌如理論》、《六十如理頌》、《如理論》， 龍樹造。它是理聚六論（《中論》、《迴諍論》、《精研論》、《七十空性論》、《六十正理論》、《寶鬘論》）之一。
它含有60个偈頌。在龍樹的著作中，此論最常被引用。論師清辨、月稱、寂護曾引用此論，近代論師也常引用此論的偈頌 。

## 內容
此論説明建立緣起的目的，是為了斷除對生滅等現象的執着。由緣起説及初地菩薩所証的真實義，以及八地以上菩薩所証的法智。此論說要先建「有」，以破除「無」，因為落於「無見」會引起 許多過患。當「無見」破除之後，學人若通達「有」與「無」的義理，對「有」與「無」更無偏愛，然後才能說「寂滅」  。

## 版本

### 梵文本
梵本已失。學者Christian Lindtner從月稱等論師所造諸論之梵本的引用中，復原了梵文原頌12句 。2013年，北美漢藏佛學硏究協會的創辦人談錫永將此12句梵文原頌譯成漢文  。2013年，北京大學外國語學院葉少勇博士，從月稱造〈六十正理論釋〉梵文殘葉中, 发現和復原了另外2句此論梵文原頌 。

### 藏譯本
藏譯題名為《六十正理論頌》，由喜吉祥及日稱譯   。
另一藏譯依月稱釋論譯，題名為《六十正理論釋》，由勝友、施戒、戒王菩提及智軍譯   。

### 漢譯本
古譯，宋施護譯，一卷，題名《六十頌如理論》。
現代漢譯題名為《六十正理論》, 根據喜吉祥及日稱的藏譯本而譯，由任杰漢譯 。

### 日文譯本
日文譯本由山囗益譯 。

## 外部連結
- 六十頌如理論(四譯對照) （页面存档备份，存于）